# Framework multimedia
Un framework multimedia es un framework que manipula medios electrónicos en una computadora o a través de una red. Un buen framework multimedia ofrece una interfaz de programación de aplicaciones intuitiva y una arquitectura modular para añadir soporte para nuevos códecs, formatos contenedores y protocolos de transmisión de manera fácil.
Este tipo de framework se usa principalmente por aplicaciones como reproductores de medios y editores de audio y video, pero también pueden usarse para aplicaciones de videoconferencias, conversores de medios y otras herramientas multimedia.
- Datos: Q1186471